# Med hand på penna
Med hand på penna, förkortat MHPP eller m.h.p.p. är en metod för att skriva en namnteckning, där en annan person för pennan, och undertecknaren håller handen på pennan eller handen. Metoden används för personer som har svårt att skriva, på grund av sjukdom eller funktionsnedsättning.